# Josef Flühler
Josef Flühler (* 5. Oktober 1814 in Stans; † 10. Mai 1881 in Stans) war ein Schweizer Politiker. Von 1856 bis 1869 gehörte er als Vertreter der Konservativen dem Regierungsrat des Kantons Nidwalden an.

## Leben
Josef Flühler wurde als Sohn des Geschäftsagenten Meinrad Flühler und der Katharina Achermann geboren. Josef Flühler heiratete am 9. September 1851 in Einsiedeln Josefa Achermann. Aus dieser Ehe stammen sechs Kinder (drei Töchter und zwei Söhne). Darunter sind die Söhne Kaspar (Ratsherr, Gemeindepräsident und Major) und Josef (Ratsherr und Kantonsrichter). Die Familie Flühler lebte in der Wilgasse. Beruflich arbeitete er als Selbständiger in seinem Geschäftsbüro. Im Militär brachte Flühler es bis zum Rang des Landeshauptmanns.
Auf lokaler Ebene war Josef Flühler erst Gemeinderat, dann Gemeindepräsident von Oberdorf NW. Zudem war er Mitglied und Präsident des Armenrats und der Kirchgemeinde Stans (Kirchmeier) sowie Mitglied des Schulrats, Waisenvogt und Gemeindeschreiber.
Auf kantonaler Ebene begann Flühler seine politische Laufbahn als Mitglied des Vermittlungsgerichts von Stans. Er wurde 1856 in den Regierungsrat gewählt und blieb im Amt eines Militärdirektors bis 1869 Mitglied der Nidwaldner Regierung. Während seiner Zeit als Regierungsrat  war Flühler auch Mitglied der kantonalen Liquiditationskommission, der Anschlagskommission und Landschätzer.